# Несостоятельность
Несостоя́тельность (банкро́тство) — признанная уполномоченным государственным органом неспособность должника (гражданина, организации или государства) удовлетворить в полном объёме требования кредиторов по денежным обязательствам и (или) исполнить обязанность по уплате обязательных государственных платежей.
Под термином «банкротство» также понимается процедура, применяемая по отношению к должнику, направленная на оценку его финансового состояния, выработку мер по улучшению финансового состояния должника, а в случае, если применение таких мер будет признано нецелесообразным или невозможным — на наиболее равное и справедливое удовлетворение интересов кредиторов несостоятельного должника.
Банкротство, инициированное самим должником, часто именуется как самобанкротство, или плановое банкротство.
Мировая практика предусматривает применение процедуры несостоятельности как для юридических, так и для физических лиц.

## Происхождение термина
Слово «банкротство» восходит к итальянской фразе banca rotta — буквально «сломанная скамья». «Банком» (итал. banca) первоначально именовалась устанавливаемая в людных местах (таких как рынки и ярмарки) скамья, на которой менялы и ростовщики проводили свои сделки и оформляли документы. После того, как владелец «банка» разорялся, он ломал свою скамью.

## История
Необходимость нормативного регулирования ситуации, при которой должник оказывался не в состоянии выполнить имеющиеся у него денежные обязательства, осознавалась с древнейших времён.
В Ветхом Завете указывается на необходимость прощения долгов всем евреям каждый седьмой календарный год. Каждый пятидесятый год долги прощались всем жителям, включая неевреев, а также выпускались на свободу все лица, попавшие в долговое рабство, вне зависимости от их этнического происхождения.
В Древней Греции в случае неспособности отца семейства (так как только он юридически был собственником имущества) расплатиться по долгам, вся семья, включая жену, детей и прислугу, попадала в долговое рабство, которое прекращалось полной компенсацией их физическим трудом убытков кредитора. Во многих греческих городах-государствах срок долгового рабства ограничивался пятью годами, а самим рабам гарантировалась физическая неприкосновенность.
Первоначально неспособность выплатить долг повсеместно воспринималась как противозаконное деяние, требующее наказания. Между тем, ответственность за неспособность расплатиться по своим обязательствам не является предметом гражданско-правового института банкротства, регулирующего исключительно вопросы погашения (прощения) задолженности.
Нормы, регулирующие личную ответственность должника перед кредиторами, содержались в римских Законах XII таблиц, где устанавливалось право кредитора обратить в рабство несостоятельного должника после установления факта долга (решением суда или признанием самого должника) и отсутствия оплаты последнего должником или третьими лицами в течение 90 дней. Личные меры взыскания долга постепенно перестали удовлетворять потребности имущественного оборота и законом lex Poetelia в 326 году до н. э. несостоятельные должники были освобождены от рабства в любых случаях, если не совершили преступления.
C исчезновением институтов личного исполнения в римском праве постепенно развивался институт имущественного исполнения требований кредиторов. В рамках процедуры лат. missio in possessionem кредиторы допускались к владению имуществом должника (с целью «надзора и охранения»), и при отсутствии в течение 30 дней удовлетворения требований кредиторов имущество должника продавалось в счёт долга. Тем не менее, даже продажа имущества должника не разрывала его отношений с кредиторами. Если впоследствии он приобрёл любым путём некоторое имущество, то оно должно было снова перейти кредиторам, пока долг не погашался полностью. Льгота устанавливалась лишь институтом cessio bonorum, позволявшим должнику оставлять себе имущество, необходимое для его проживания и пропитания.
После падения Римской империи институт несостоятельности получил большое развитие в средневековой Италии. Высокая степень развития торговых отношений, которая была характерна для итальянских городов того времени, требовала развитого конкурсного законодательства. Некоторые итальянские статуты того времени содержали целые разделы, посвящённые несостоятельности. Институт несостоятельности в средневековой Италии в основном применялся в торговой сфере, так как вызывался требованиями торгового оборота. Существовали специальные торговые суды, где судьями были выборные из среды купцов. Тем не менее, вмешательство суда не устраняло особой роли кредиторов в процессе несостоятельности.
Объявление несостоятельности могло последовать по собственной инициативе должника либо по требованию кредиторов или суда. Имущество несостоятельного должника арестовывалось и передавалось в управление особому комитету кредиторов. Средневековое итальянское право создало способ прекращения производства, который был неизвестен Риму: мировую сделку должника с кредиторами. Условия подобных сделок сильно различались в различных городах: например, количество кредиторов, требуемое для утверждения сделки, могло быть относительным или же абсолютным. В некоторых городах мировая сделка заключалась при участии суда.
Со временем процедура банкротства приобретала в разных странах всё более чёткие процессуальные правила. Так, с 1543 года в Англии появляется необходимость доказывания прекращения платежей для подтверждения несостоятельности, а также вводится период времени для выяснения экономического положения должника.
В XVII—XIX веках с развитием торговли и частной собственности в Европе происходит расширение применения процедуры банкротства на представителей любого сословия.
Только к началу XVIII века в английской правовой системе впервые в мире сформировалось понимание того, что добросовестный банкрот, содействующий наиболее полному возмещению убытков кредиторов, может рассчитывать на прощение невыплаченных долгов, что и нашло законодательное закрепление статутом 1705 года. С этого времени устраняется уголовная ответственность при неумышленном банкротстве.
Дальнейшее развитие законодательства привело к увеличению роли восстановительных или реабилитационных процедур, которые имеют целью восстановление платёжеспособности должника.

### История института банкротства в России

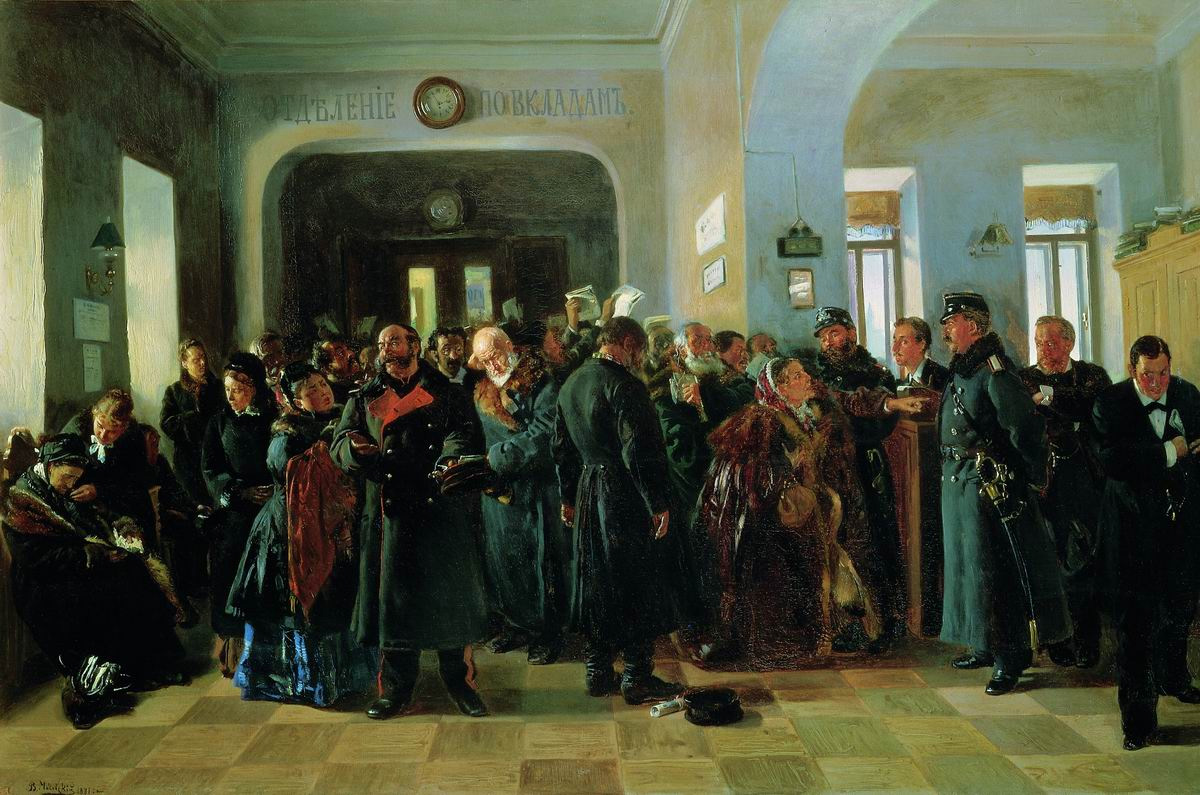
В. Е. Маковский, «Крах банка» (1881)

#### Ранние источники
Первые из дошедших до нас нормы, регулировавшие на Руси несостоятельность должника, относятся ко времени Русской Правды (XI век), в статьях 68 и 69 карамзинского списка которой содержатся правила о персональной ответственности должника, продаже в долговое рабство виновного должника и реструктуризации задолженности в случае невиновного банкротства. Кроме сказанного, Русская Правда закладывает основы института очерёдности удовлетворения требований.
Со временем развитие торговых отношений приводит к необходимости закрепления правил работы с несостоятельными должниками в документах более конкретного характера, таких, например, как договор смоленского князя Мстислава Давыдовича с Ригой, Готландом и немецкими городами 1229 года (ст. 11), а также в статье 20 договора Новгорода с немецкими городами и Готландом 1270 года.
Псковская судная грамота, появившаяся в 1467 году, освещает вопросы раздела имущества должника между кредиторами. Нормы о несостоятельности содержатся в Судебниках 1497 и 1550 года, Соборном уложении 1649 года.